# Chrysococcyx crassirostris
El cuclillo bronceado de las Molucas (Chrysococcyx crassirostris) es una especie de ave cuculiforme de la familia Cuculidae endémica de Indonesia. Algunos taxónomos lo consideran una subespecie de cuclillo menudo (Chrysococcyx minutillus).

## Distribución y hábitat
Se encuentra únicamente en los bosques de las islas Molucas surorientales.